# Біща
Біща (пол. Biszcza) — колишнє українське село в Польщі, у гміні Біща Білгорайського повіту Люблінського воєводства. Населення — 1876 осіб (2011).

## Історія

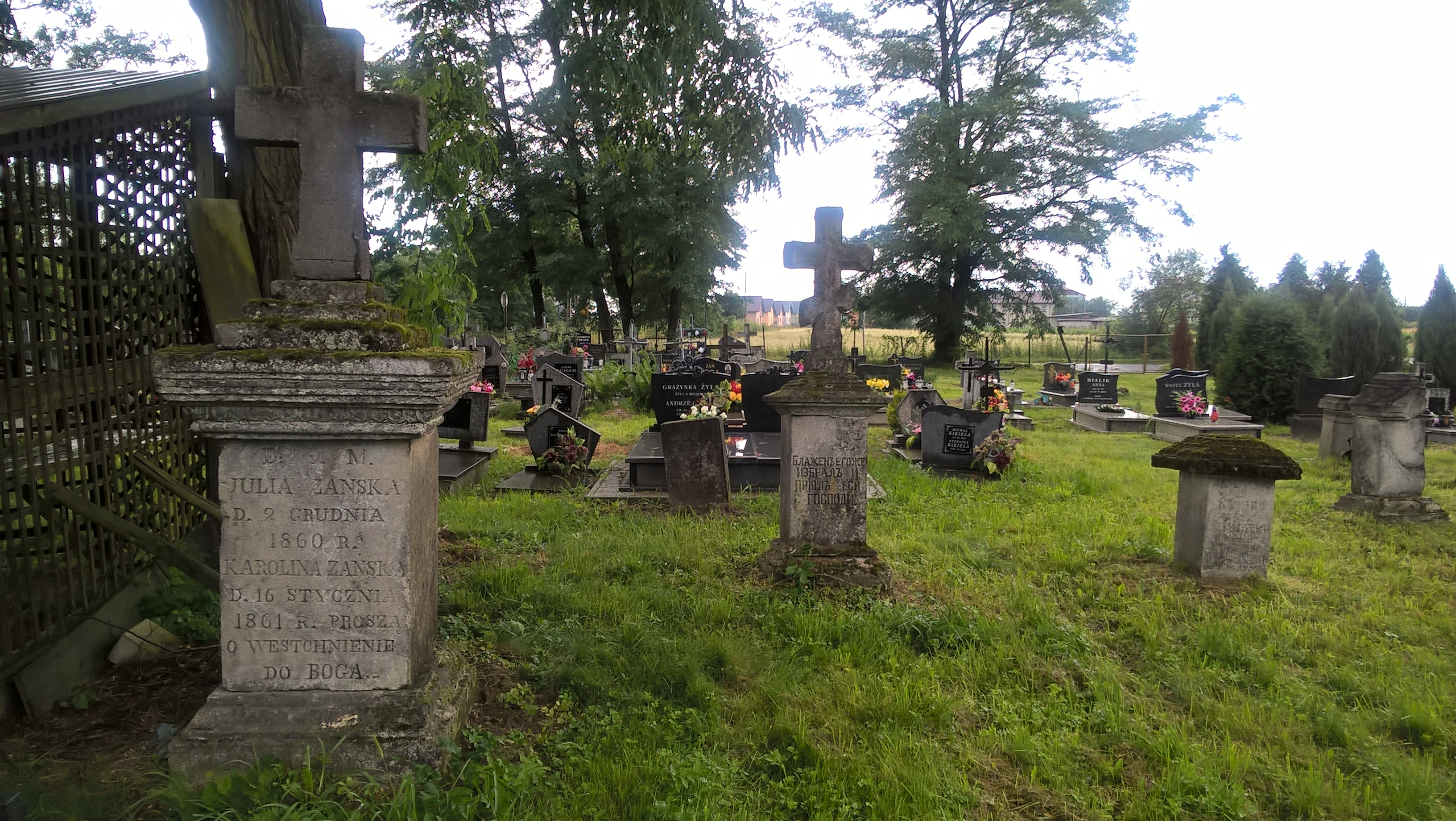
Православний цвинтар

Вперше церква згадується у 1589 році. 1643 року зведена нова дерев'яна греко-католицька церква, ремонтована у 1877 і 1882 роках.
За даними етнографічної експедиції 1869—1870 років під керівництвом Павла Чубинського, у селі переважно проживали українськомовні греко-католики, меншою мірою — польськомовні римо-католики.
У 1911 році була також побудована мурована православна церква, захоплена 1919 року поляками. У міжвоєнний період польська влада, щоб не допустити в ній богослужіння, також зруйновала дерев'яну церкву 1643 року.
У 1921 році село входило до складу гміни Біща Білґорайського повіту Люблінського воєводства Польської Республіки.
У 1922 році поляки зняли купол із захопленої ними церкви та перебудували її на костел. Священика Володимира Матвійчука польська влада відправила в Бончу, православні парафіяни марно домагалися своїх прав. Через заборону навчання у школі української мови жителі села організували приватну українську школу.
У 1930 році українці спорудили дерев'яний православний молитовний дім, зруйнований поляками 11 липня 1938 року.
Під час німецької окупації 1939—1944 років українцям було повернено церкву. В селі був відділок української допоміжної поліції, під його захист збиралися українці довколишніх сіл, йому часом удавалося захистити село від польських банд, часом — ні (у 1944 році польською бандою знищена українська кооператива). В результаті польського терору гинули українці, зокрема священик о. Ключ. За німецьким переписом 1943 року в селі мешкало 1527 українців, 620 поляків, 3 німці та 2 білоруси.
Документів про виселення українців з Біщі до СРСР наразі не знайдено, як і про депортацію на понімецькі землі в 1947 р., тільки відомо, що її проводив 36 піхотний полк з 8 піхотної дивізії Війська польського.
У 1975—1998 роках село належало до Замойського воєводства.

## Населення
За даними перепису населення Польщі 1921 року в селі налічувалося 445 будинків (з них 5 незаселених) та 1813 мешканців, з них:
- 839 чоловіків та 974 жінки;
- 1041 православний, 602 римо-католики, 170 юдеїв;
- 945 українців, 757 поляків, 111 євреїв.

Демографічна структура станом на 31 березня 2011 року:
|          | Загалом | Допрацездатний вік | Працездатний вік | Постпрацездатний вік |
| -------- | ------- | ------------------ | ---------------- | -------------------- |
| Чоловіки | 948     | 203                | 661              | 84                   |
| Жінки    | 928     | 171                | 570              | 187                  |
| Разом    | 1876    | 374                | 1231             | 271                  |